# Сан Феличе дел Бенако
Сан Фелѝче дел Бена̀ко (на италиански: San Felice del Benaco, на източноломбардски: San Filìs, Сан Филис) е малко градче и община в Северна Италия, провинция Бреша, регион Ломбардия. Разположено е на 109 m надморска височина, на западния бряг на езеро Гарда. Населението на общината е 3414 души (към 2013 г.).